# Antònia Abante i Vilalta
Antònia Abante i Vilalta (Barcelona, 14 de febrer de 1921 – 2007) fou una poeta catalana que signà amb el pseudònim d'Homar Gris o Oh! Mar gris. Va ser cofundadora del grup Poesia Viva l'any 1977.
Era filla de Josep Abante i Pallach i d'Antònia Vilalta i Vilaró.

## Poesia publicada
- Ressons de pàtria i família (autoeditat, 1979)
- Poesia per al poble (autoeditat, 1983)
- SI FA SOL (autoeditat, 1985)
- Cançons de camí nou (Estudi d'en llop, 1991)
- Mel i fel, a l'entorn de l'amor (Ajuntament del Masnou, 1993)

## Premis
- 1993: Premi Goleta i Bergantí de poesia d'El Masnou per Mel i fel, a l'entorn de l'amor